# Luciano Sorriso
Luciano Pazzini Prado, mais conhecido como Luciano Sorriso (Guaratinguetá, 8 de setembro de 1983) é um futebolista brasileiro que atua como volante. Aposentou-se em 1 de maio de 2018.

## Carreira
Teve passagem pelo time infantil e juvenil do Santos, e depois se transferiu para o time de sua cidade o Guaratinguetá.
Se profissionalizou pelo Guaratinguetá e com apenas 18 anos teve uma rápida passagem pelo Birmingham B da Inglaterra, mas foi no Figueirense que teve projeção nacional, atuando em 170 jogos pelo clube, em 2005 ainda teve uma rápida passagem pelo Flamengo por empréstimo.
Rodou por outros times do Brasil até quem em 2010 chegou ao Bragantino onde fez um excelente Série B, novamente rodou por outros clubes do Brasil e em 2013 assina com o Santa Cruz, onde ganhou o estadual e levou o clube de volta a Série B. No segundo semestre de 2014 rescindiu com o Santa Cruz e assinou com o Atlético Goianiense.
Em janeiro de 2015, Luciano Sorriso acertou com o Botafogo-SP.

## Títulos
Figueirense
- Campeonato Catarinense: 2003, 2004, 2006

Santa Cruz
- Campeonato Pernambucano: 2013
- Campeonato Brasileiro - Série C: 2013

Botafogo-SP
- Campeonato Brasileiro - Série D: 2015

## Prêmios individuais
- Seleção da Copa do Nordeste: 2014